# ヴィッサリオン・シェバリーン
ヴィッサリオン・ヤコヴレヴィチ・シェバリーン（Виссарио́н Я́ковлевич Шебали́н; Vissarion Yakovlevich Shebalin, 1902年6月11日 オムスク - 1963年5月29日）はソ連の作曲家。

## 経歴
両親ともに学校教師の家庭に生まれる。オムスク音楽大学に学び、20歳のころ教授の助言によってモスクワに行き、最初の作品をレインゴリト・グリエールとニコライ・ミャスコフスキーに見てもらう。両大家より高い評価を得て、モスクワ音楽院に進学、1928年に卒業。卒業制作の《交響曲 第1番》は恩師ミャスコフスキーに献呈されており、かなり後年の《交響曲 第5番》はミャスコフスキーの追悼に捧げられた。
1920年代には現代音楽連合（AMM）の同人であり、またモスクワ音楽院教授パヴェル・ラムのサークルの、非公式なメンバーとしてラム宅に集った。ショスタコーヴィチとも親交があった。
卒業後はモスクワ音楽院の教授に就任し、1935年にはグネーシン音楽大学作曲科の主任教授も務めた。1942年から1948年までは非常に困難な時局にあって、モスクワ音楽院の院長や、モスクワ中央音楽学校の芸術監督を務めた。1948年に「ジダーノフ批判」の犠牲者となり、その後はソ連楽壇の表舞台から葬り去られた。著名な門人に、ティホン・フレンニコフ、アレクサンドラ・パフムートワ、カレン・ハチャトゥリアン、ボリス・チャイコフスキー、エディソン・デニソフらがいる。モスクワ作曲家同盟の創設者の一人であり、1941年から1942年までその議長を務めた。
シェバリーンは同世代の作曲家の中では、最も教養に恵まれ、博学だった一人である。真摯で知的な作曲様式や、ある種の衒学的な作曲姿勢は、ミャスコフスキーに近いといえよう。さまざまな楽種で創作を行い、歌劇や交響曲、弦楽四重奏曲、ソナタ、合唱曲や歌曲などの声楽曲、舞台音楽、ラジオ劇のための音楽、映画音楽などを手懸けた。最も面白い作品の一つは、オペラ《じゃじゃ馬馴らし》（1957年）である。初期作品では、明らかにドビュッシーやラヴェルらの、フランス印象主義音楽の影響を受けていたが、後に社会主義リアリズム路線に従順になり、国民楽派の伝統をモダンな感覚で装うような作風に転じた。
ソ連時代にチャイコフスキーの祝典序曲《1812年》の終結部が、改竄(かいざん)されて演奏されていた事実は有名だが、ソ連当局の依頼でその改作を手懸けたのがシェバリーンであった。シェバリーンはまた、グリンカが未完成のまま放棄した《2つのロシアの主題による交響曲》、およびムソルグスキーの未完のオペラ『ソロチンツィの定期市』を補筆してオーケストレーションを行っている。
51歳であった1953年、軽度の脳卒中を起こし、軽度の言語障害を負ったが、程なく回復し、音楽院の勤務にも復帰して、院長に昇進。しかし1959年には二度目の、より重篤な脳卒中に見舞われ、言語能力をほとんど喪失し、言葉を聞き取る、文章を理解する、書くといった作業ができなくなったものの、音楽を創作する能力は失われることはなく、自作の作曲、音楽院の生徒への指導は続けられ、1953年の脳卒中以後、1963年に三度目のそれに見舞われて亡くなるまでの間に11もの作品を作曲した。交響曲第5番はそうした時期に書かれた中の一曲であるが、ショスタコーヴィチによって「豊かな感情と楽観と命にあふれた独創的で卓越した曲」と評された。
ノヴォジェヴィチー墓地に埋葬されている。

## 主な作品

### 管弦楽作品
- 交響曲第1番ヘ短調 op. 6 (1925)
- 交響曲第2番嬰ハ短調 op. 11 (1929)
- ナレーターと独唱、合唱と管弦楽のための劇的交響曲「レーニン」 op. 16 (1931, 1959改定)
- 交響曲第3番ハ長調 op. 17 (1935)
- 組曲第1番 op. 18 (1935)
- 組曲第2番 op. 22 (1935)
- 交響曲第4番変ロ長調「ペレコープの英雄たち」 op. 24 (1935)
- ロシア民謡によるシンフォニエッタ イ長調 op. 43 (1949—1951)
- 交響曲第5番ハ長調 op. 56 (1962)
- 組曲第3番 op. 61 (1963)